# Alexandre I Pico della Mirandola
Alexandre I Pico della Mirandola (em italiano:  Alessandro I Pico della Mirandola; Mirandola, 15 de maio de 1566 – Mirandola, 2 de dezembro de 1637) foi um nobre e militar italiano, membro da família Pico, e que foi Duque de Mirandola e Marquês de Concordia.

## Biografia

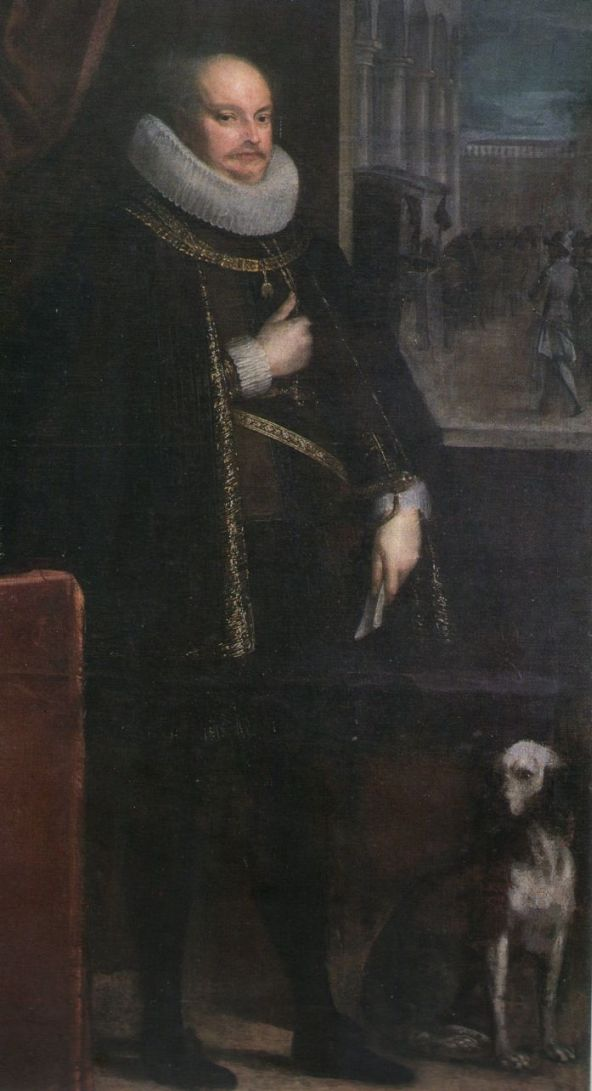
Retrato de Alexandre I Pico della Mirandola, por Sante Peranda.

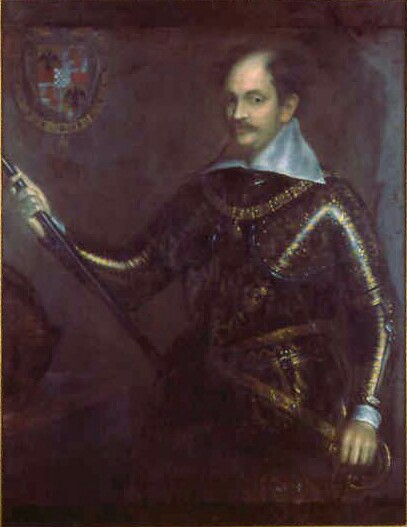
Anonimo, Alexandre I Pico com armadura

Alexandre era filho de Ludovico II Pico, Conde de Mirandola e Concordia, e de Fúlvia da Correggio.
Como segundo varão, foi inicialmente colocado ao serviço do rei Henrique IV de França e em 1602, sucede ao seu irmão mais velho, Frederico II, que morrera sem descendência, jurando, então fidelidade ao Imperador, que confirmou a sua investidura como governante do feudo, nomeando-o em 1605, cavaleiro da Ordem do Tosão de Ouro, e cuja cerimónia de confirmação ocorreu a 18 de outubro de 1606, na igreja de S. Pedro, de Módena.
Foi suspeito de, juntamente com outros nobres, de ter participado na conjura contra o duque de Parma Rainúncio I Farnésio, ocorrida a 1612 e que levou à decapitação de Pio Torelli, conde di Montechiarugolo. Alexandre foi exonerado e, por decreto de 6 de março de 1617 assinado em Praga pelo imperador Matias de Habsburgo (mediante o pagamento de 100.000 florins), obtém a nomeação imperial como Duque de Mirandola, cidade onde fundou o um seminário e onde introduz os Jesuítas, para quem manda edificar a monumental Igreja de Jesus (Chiesa del Gesù).
Em 1629 participou na Guerra da Sucessão de Mântua. O ataque a Mântua pelas tropas imperiais, lideradas por Rambaldo XIII de Collalto, não pouparam algumas áreas rurais em torno de Mirandola, cidade que escapou da ocupação graças à intervenção de Alexandre Pico, que deu em penhor o ouro e as pratas da família.
Morre em finais de 1637 sendo sepultado ao lado da mulher, Laura d'Este (que falecera de peste em 1630), na igreja de S. Francisco (chiesa di San Francesco), em Mirandola, agurdando que a Igreja de Jesus fosse concluída. Contudo, os féretros dos primeiros duques de Mirandola nunca chegaram a ser transferidos.

## Descendência[1]

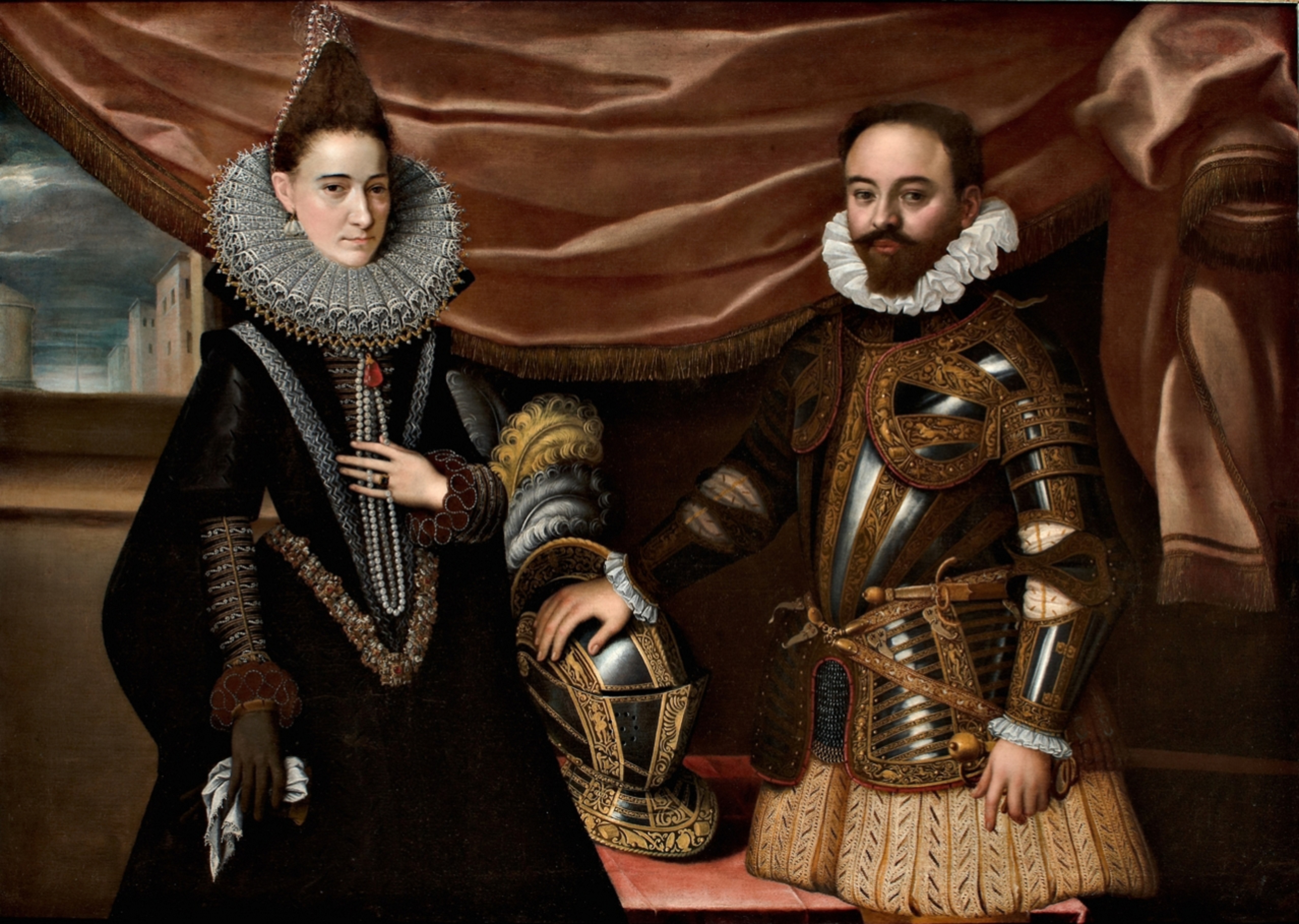
Alexandre I Pico e a sua mulher, Laura d'Este.

Alexandre casou em 1607 Laura d'Este, filha do Duque de Módena, César d'Este, e da sua mulher Virgínia de Médici.
Este casamento apenas originou descendência feminina.  tendo o casal tido oito meninas:
1. Fúlvia (Fulvia) (1607-1679), que casou com Alberico II Cybo, Duque de Massa e Príncipe de Carrara;
2. Júlia (Giulia) (1611-1647), que casou com Francesco Maria Cesi, Duque de Ceri e Salce;
3. Maria (Maria) (1613-1682), destinada pelo pai à tutela do sobrinho, Alexandre II;
4. ? (morta à nascença em 1616);
5. Catarina (Caterina) (1620-1671)[3];

Teve também um filho natural, Galeotto IV (1603-1637), nascido do relacionamento com a sua amante, a nobre de Ferrara Leonor Segni (ou Signa), legitimado pelo imperador e destinado a suceder ao pai como soberano dos estados. Contudo, Galeotto IV morreu poucos meses antes do pai, mas antes da sua morte, teve oito 8 filhos, ente os quais Alexandre II, tido com a sua mulher, Maria Cybo-Malaspina, com quem se casara muito novo.